# جيري إليس
جيري إليس (بالإنجليزية: Jerry Ellis)‏ هو سياسي أمريكي، ولد في 11 ديسمبر 1946 في هوغو في الولايات المتحدة. حزبياً، نشط في الحزب الديمقراطي. وقد انتخب عضو مجلس ولاية أوكلاهوما وانتخب عضو مجلس نواب أوكلاهوما.